# Ballon d'Or 2018
Ballon d'Or 2018 was de 57e editie en de 3e na het stoppen van de FIFA Ballon d'Or en wordt door het Frans voetbalmagazine France Football georganiseerd. Het was de eerste editie waarbij ook een prijs werd uitgereikt binnen het vrouwenvoetbal. 
De prijs werd gewonnen door de Kroaat Luka Modrić (Real Madrid) bij de mannen en de Noorse Ada Hegerberg (Olympique Lyon) bij de vrouwen.

Justin Kluivert ontving de derde prijs in de categorie onder 21 jaar.

## Stemprocedure
De prijs werd gekozen door een internationale jury van 180 voetbaljournalisten. Ze geven een score aan 30 genomineerde spelers. Eden Hazard, Kevin De Bruyne en Thibaut Courtois waren de Belgen die genomineerd waren. De Nederlandse Lieke Martens was genomineerd bij de vrouwen.

## Uitslag

### Mannen
| Nummer | Winnaar           | Club                | Punten |
| ------ | ----------------- | ------------------- | ------ |
| 1      | Luka Modrić       | Real Madrid         | 753    |
| 2      | Cristiano Ronaldo | Juventus            | 476    |
| 3      | Antoine Griezmann | Atlético Madrid     | 414    |
| 4      | Kylian Mbappé     | Paris Saint-Germain | 347    |
| 5      | Lionel Messi      | Barcelona           | 280    |
| 6      | Mohamed Salah     | Liverpool           | 188    |
| 7      | Raphaël Varane    | Real Madrid         | 121    |
| 8      | Eden Hazard       | Chelsea             | 119    |
| 9      | Kevin De Bruyne   | Manchester City     | 29     |
| 10     | Harry Kane        | Tottenham Hotspur   | 25     |
| 11     | N'Golo Kanté      | Chelsea             | 24     |
| 12     | Neymar            | Paris Saint-Germain | 19     |
| 13     | Luis Suárez       | Barcelona           | 17     |
| 14     | Thibaut Courtois  | Chelsea             | 12     |
| 15     | Paul Pogba        | Manchester United   | 9      |
| 16     | Sergio Agüero     | Manchester City     | 7      |
| 17     | Gareth Bale       | Real Madrid         | 6      |
| 17     | Karim Benzema     | Real Madrid         | 6      |
| 19     | Sergio Ramos      | Real Madrid         | 4      |
| 19     | Ivan Rakitić      | Barcelona           | 4      |
| 19     | Roberto Firmino   | Liverpool           | 4      |
| 22     | Edinson Cavani    | Paris Saint-Germain | 3      |
| 22     | Sadio Mané        | Liverpool           | 3      |
| 22     | Marcelo           | Real Madrid         | 3      |
| 25     | Alisson Becker    | Liverpool           | 2      |
| 25     | Mario Mandžukić   | Juventus            | 2      |
| 25     | Jan Oblak         | Atlético Madrid     | 2      |
| 28     | Diego Godín       | Atlético Madrid     | 1      |
| 29     | Isco              | Real Madrid         | 0      |
| 29     | Hugo Lloris       | Tottenham Hotspur   | 0      |

### Vrouwen
| Nummer | Winnaar               | Club                          | Punten |
| ------ | --------------------- | ----------------------------- | ------ |
| 1      | Ada Hegerberg         | Olympique Lyon                | 136    |
| 2      | Pernille Harder       | VfL Wolfsburg                 | 130    |
| 3      | Dzsenifer Marozsán    | Olympique Lyon                | 86     |
| 4      | Marta Vieira da Silva | Orlando Pride                 | 77     |
| 5      | Samantha Kerr         | Chicago Red Stars Perth Glory | 61     |
| 6      | Lucy Bronze           | Olympique Lyon                | 51     |
| 7      | Amandine Henry        | Olympique Lyon                | 34     |
| 7      | Wendie Renard         | Olympique Lyon                | 34     |
| 9      | Megan Rapinoe         | Seattle Reign                 | 30     |
| 10     | Lindsey Horan         | Portland Thorns               | 28     |
| 11     | Lieke Martens         | Barcelona                     | 26     |
| 12     | Saki Kumagai          | Olympique Lyon                | 25     |
| 13     | Amel Majri            | Olympique Lyon                | 9      |
| 14     | Fran Kirby            | Chelsea                       | 5      |
| 15     | Christine Sinclair    | Portland Thorns               | 4      |

### Onder 21
| Nummer | Winnaar                | Club                | Punten |
| ------ | ---------------------- | ------------------- | ------ |
| 1      | Kylian Mbappé          | Paris Saint-Germain | 110    |
| 2      | Christian Pulisic      | Borussia Dortmund   | 31     |
| 3      | Justin Kluivert        | Ajax AS Roma        | 18     |
| 4      | Rodrygo Goes           | Santos              | 12     |
| 4      | Gianluigi Donnarumma   | AC Milan            | 12     |
| 6      | Trent Alexander-Arnold | Liverpool           | 6      |
| 7      | Patrick Cutrone        | AC Milan            | 5      |
| 8      | Houssem Aouar          | Olympique Lyon      | 4      |
| 9      | Ritsu Doan             | FC Groningen        | 0      |
| 9      | Amadou Haidara         | Red Bull Salzburg   | 0      |

France Football:
1956 · 
1957 · 
1958 · 
1959 · 
1960 · 
1961 · 
1962 · 
1963 · 
1964 · 
1965 · 
1966 · 
1967 · 
1968 · 
1969 · 
1970 · 
1971 · 
1972 · 
1973 · 
1974 · 
1975 · 
1976 · 
1977 · 
1978 · 
1979 · 
1980 · 
1981 · 
1982 · 
1983 · 
1984 · 
1985 · 
1986 · 
1987 · 
1988 · 
1989 · 
1990 · 
1991 · 
1992 · 
1993 · 
1994 · 
1995 · 
1996 · 
1997 · 
1998 · 
1999 · 
2000 · 
2001 · 
2002 · 
2003 · 
2004 · 
2005 · 
2006 · 
2007 · 
2008 · 
2009 · 
2016 · 
2017 · 
2018 · 
2019 · 
2021 · 
2022 · 
2023 · 
2024